# Acido fenilboronico
L'acido fenilboronico è un acido boronico contenente un sostituente fenile e due gruppi ossidrilici legati al boro. Si presenta come una polvere bianca ed è comunemente utilizzato nella sintesi organica. Gli acidi boronici sono acidi di Lewis deboli, generalmente stabili e maneggevoli, e ciò li rende utilizzabili nella sintesi organica.